# أسكارس
أَسْكارِس أو ثُعْبَانُ البَطْنِ جنس من الديدان الطفيلية من شعبة الخيطيات، ويعيش في الأمعاء الدقيقة، ويسلب المصاب به كثيراً من غذائه.

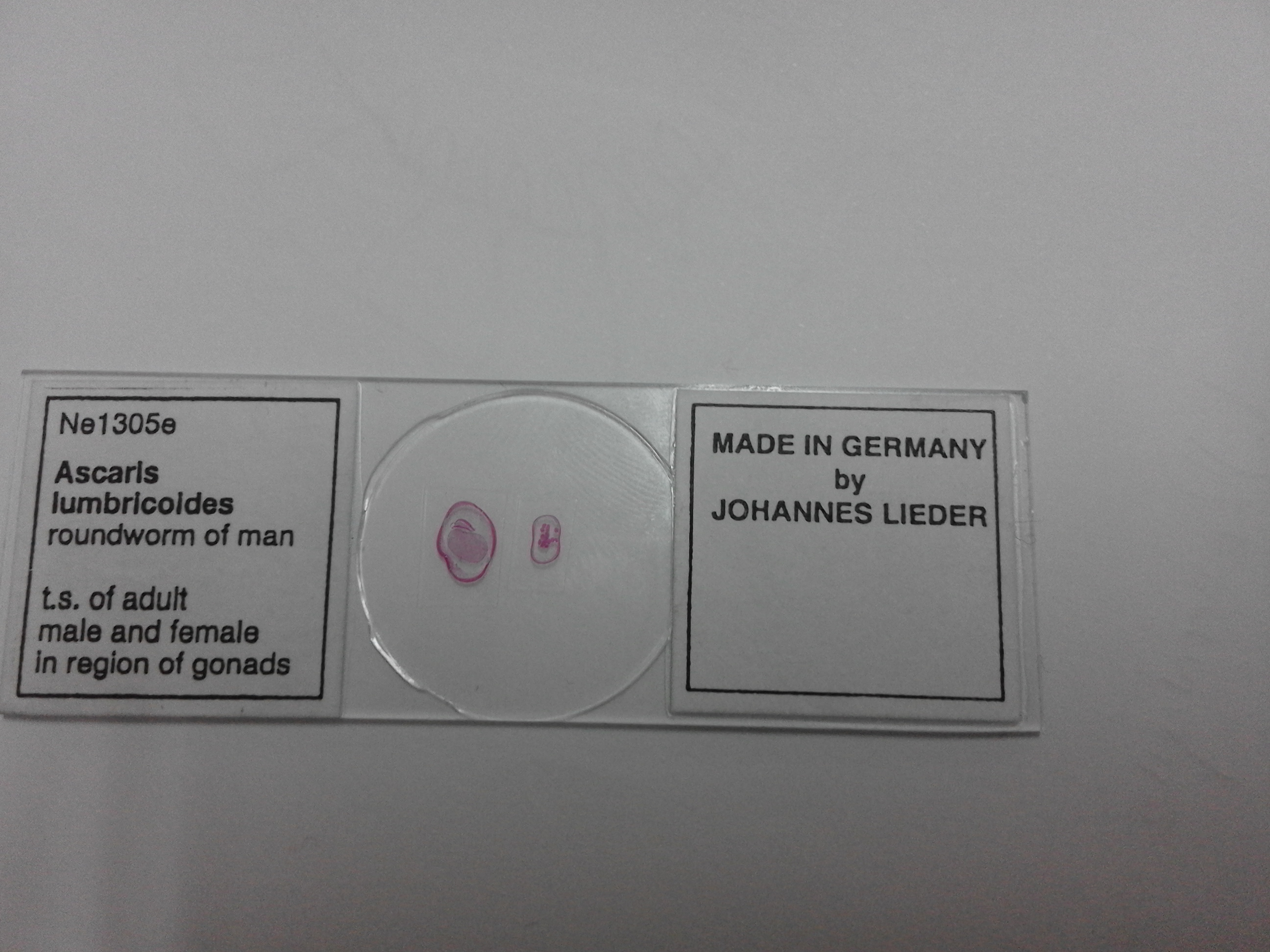
حيوان أولي (أسكارس) في صفيحة رقيقة من أجل المشاهدة المجهرية.تم إعداد هذا الحيوان الأولي في هذه الصفيحة بألمانيا، بينما تمت دراستها بكلية العلوم والتقنيات بفاس، والصورة ملتقطة من هناك.